# Psilotaceae
Psilotaceae en en familie af tropiske til subtropiske karsporeplanter, den eneste familie i ordnen Psilotales. Det er en gruppe af små buskagtige planter fra de tørrere tropiske områder, nogen er epifytter. De formerer sig ved sporer ligesom bregner, har ingen blade og ingen egentlige rødder og betragtes generelt som meget primitive.
Familien omfatter 2 slægter, hvoraf Tmesipteris er relativt nyopdaget.
| Slægter |

- Psilotum (2 arter, tropiske til subtropiske områder undt. i Afrika)
- Tmesipteris (2-3 arter, Australien, New Zealand og Ny Caledonien)

| Portal | Portal:Botanik |

| Botanik | Spire Denne botanikartikel er en spire som bør udbygges. Du er velkommen til at hjælpe Wikipedia ved at udvide den. |